# Dongguang Canic Hongyuan

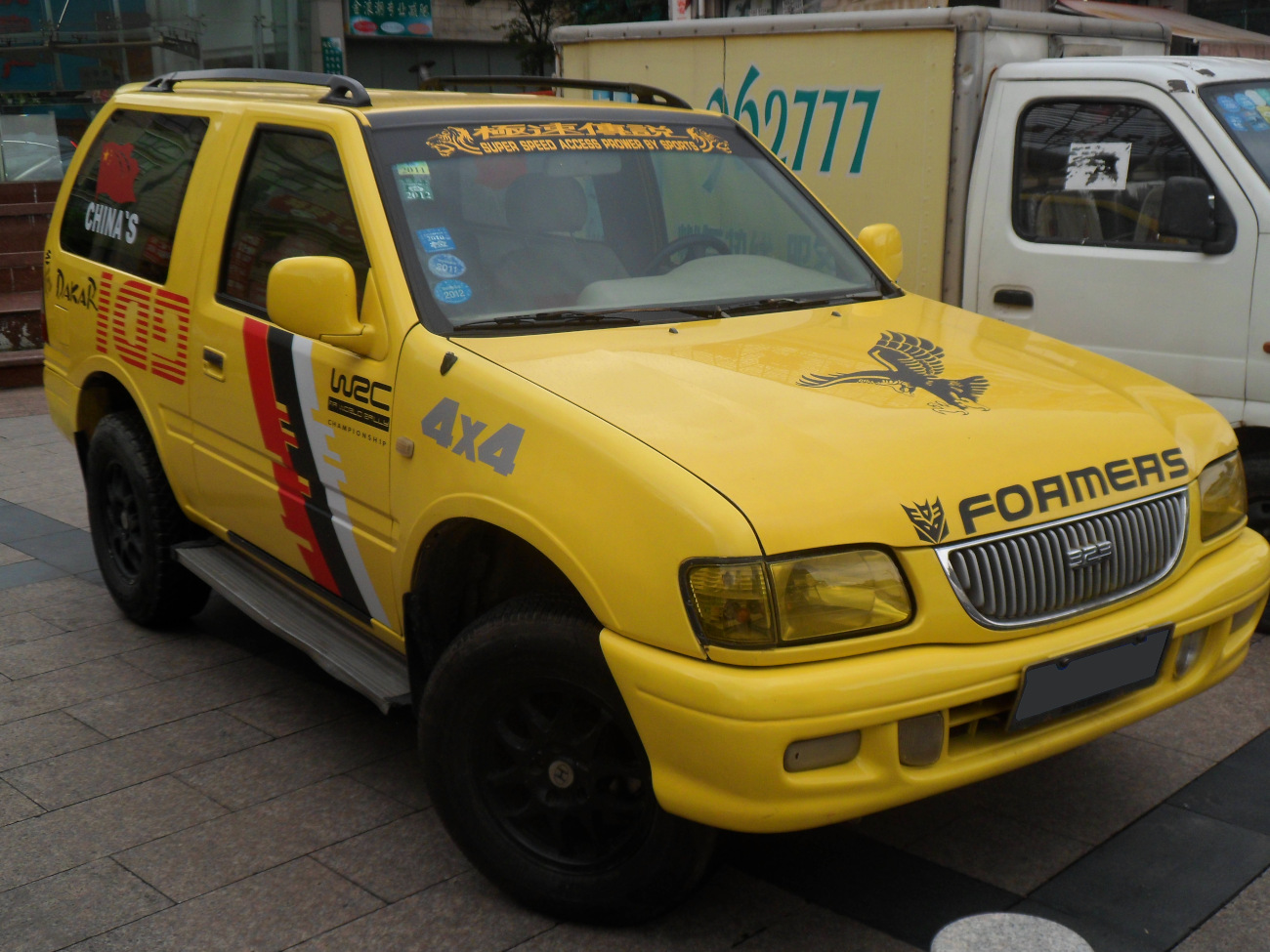
Hongyuan ZH6440

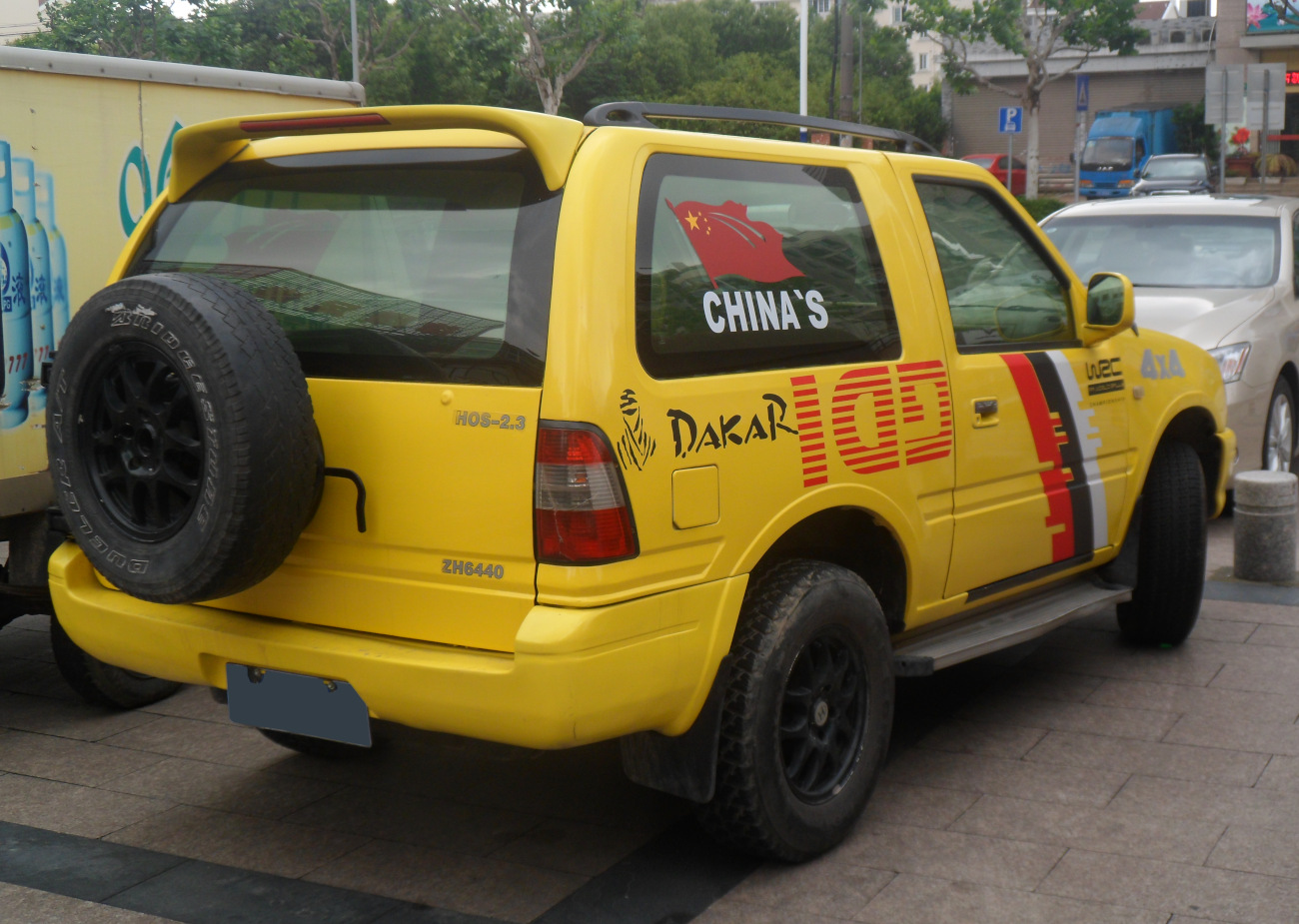
Hongyuan ZH6440

Dongguang Canic Hongyuan (Winnerway) The Carmobile Co. Ltd. ist ein Hersteller von Omnibussen aus der Volksrepublik China, von dem auch frühere Pkw-Herstellung bekannt ist.

## Unternehmensgeschichte
Das Unternehmen wurde 1996 in Dongguan gegründet. Zwischen 1998 und 2003 wurden Personenkraftwagen hergestellt. Der Markenname lautete Hongyuan. Es gibt auch einen Hinweis auf den englischen Namen Winnerway. Nach eigenen Angaben werden weiterhin Omnibusse hergestellt.

## Pkw
Erstes Modell war das SUV ZH 6500 als Kombi. Ein Motor mit 2200 cm³ Hubraum und 92 PS Leistung trieb die Fahrzeuge an.
2002 ergänzte ein Pick-up das Sortiment.
2003 folgten die SUV ZH 6440 und ZH 6460.

## Pkw-Produktionszahlen
| Jahr | Produktionszahl | Quelle |
| ---- | --------------- | ------ |
| 2000 | 1000            | [ 2 ]  |
| 2001 | 341             | [ 2 ]  |
| 2002 | 81              | [ 2 ]  |
| 2003 | 66              | [ 2 ]  |